# Trafic de femmes
Pour le film, voir Trafic de femmes (film).
Le trafic de femmes est une forme de trafic d'êtres humains. Il est lié au proxénétisme et aux réseaux de prostitution forcée, au tourisme sexuel et au trafic de main-d'œuvre illégale mais aussi à l'esclavage domestique, au travail forcé, à la mendicité forcée et même parfois au mariage forcé.
Ce crime est une violation des droits de l'homme. L'alinéa 1 et 2 de l'article 4 de la Convention européenne des droits de l'homme prévoit que :
1. Nul ne peut être tenu en esclavage ni en servitude.
2. Nul ne peut être astreint à accomplir un travail forcé ou obligatoire.

Le nombre de femmes issues du tourisme sexuel ne peut être exactement quantifié. Les pays les plus concernés sont les pays d'Europe de l'Est, les Pays-Bas, l'Amérique du Sud, l'Asie.

## Les méthodes d'endoctrinement des femmes
Les trafiquants exploitent les vulnérabilités des personnes. Ce sont les hommes principalement qui orchestrent ce trafic. En Europe de l’Est et dans le monde, le trafic des femmes est lié surtout au crime organisé. Les trafiquants ont plusieurs méthodes pour atteindre à leurs fins. Principalement, grâce à l’évolution de la technologie, les trafiquants ont tendance à faire davantage de la manipulation psychologique pour rester dans l’ombre. En effet, les femmes pensent qu’elles vont aller travailler pour quelqu’un librement.
La méthode la plus classique des trafiquants est des fausses annonces d’emploi. Ils profitent aussi de la vulnérabilité des migrants. Ils sont dans la catégorie des « proies faciles ». il existe aussi les appels pour des mariages blancs. Une fois mariées, leur mari leur confisque le passeport et les met sur le marché du sexe. Ce trafic existe par exemple en Amérique latine et même aux Pays-Bas.
De plus, les criminels ont une méthode particulière pour rendre les femmes plus dociles selon eux et pour les transformer en esclaves. Ils confisquent tout d’abord leurs papiers, passeports une fois qu’elles arrivent, ils imposent ensuite une grosse dette à rembourser à la suite de l’emploi, du logement et des frais de voyages. Elles sont ensuite violées à multiples reprises, séquestrées dans des endroits noirs et affamées. Cela permet qu’elles aient peur pour avoir la possibilité d’avoir une emprise sur elles par la contrainte et la violence. En plus de toutes ces méthodes, les trafiquants utilisent parfois la torture, des menaces envers les familles des victimes, des menaces d’arrestation.
Ces femmes sont coupées du monde extérieur pour permettre la domination suprême des trafiquants. Ils mettent en place des camps de « soumission » pour atteindre ces objectifs.
Toutes ces méthodes fonctionnent puisque les femmes ont la peur de rentrer chez elles parce qu’elles seront humiliées de toute sorte dans leurs pays d’origine.
Après toutes ces méthodes de soumission et de torture, les trafiquants vendent ces femmes à d’autres personnes pour qu’elles deviennent un objet-esclave sexuel. C’est par ce marché que les trafiquants arrivent à faire beaucoup d’argent. Une femme peut s’acheter entre 500 et quelques milliers d’euros.
Les trafiquants sont nombreux dans le monde. Ainsi la traite des femmes est quelque chose de répandu. Chaque année, un à deux millions de femmes sont vendues et surtout elles deviennent des objets sexuels pour la prostitution. Des nationalités sont plus présentes que d’autres notamment la nationalité d’Amérique du Sud ou d’Asie ou encore des Caraïbes ou d’Europe de l’Est. Il est possible de remarquer que ce sont des zones du monde où l’éducation n’est pas la même que les pays développés comme l’Occident ou les États-Unis et la pauvreté est bien présente.

## Le trafic en chiffre
Au cours des 30 dernières années, les pays de l’hémisphère sud ont connu une croissance phénoménale de la prostitution.
Environ 2 millions de femmes se prostituent en Thaïlande, dont la moitié semblent avoir été victimes d’un trafic avec les provinces du sud de la Chine, le Laos, le Viêt Nam et le Myanmar.
400 000 à 50 000 femmes se prostituent aux Philippines, 650 000 en Indonésie, 10 millions en Inde, 142 000 en Malaisie, 70 000 au Vietnam, 1 million aux EU.
En Europe, 70 000 femmes se prostituent en Italie, 30 000 aux Pays-Bas, 200 000 en Allemagne. Le tourisme sexuel mondial trouve son apogée aux Pays-Bas : 600 à 700 maisons closes tiennent lieu à Amsterdam, 80 % des prostituées sont d’origine étrangère et 70 % d’entre elles sont dépourvues de papiers, et sont issues d’un trafic. Aux Pays-Bas, les femmes sont exposées dans une vitrine, et reçoivent entre 10 et 24 clients par jour pour une journée de travail moyenne de 14,5 heures. En 1960, 95 % des prostituées des Pays-Bas étaient néerlandaises. En 1999, ce taux chute à 25 %. Prostituées étrangères implique traite et organisation du trafic.
Si la prostitution est légale aux Pays-Bas depuis le 1er octobre 2000, seulement 4 % d’entre elles se sont enregistrées et exercent leur activité régulièrement. La législation et la légalisation de la prostitution ne résolvent aucun problème : le nombre de maisons closes illégales, dont les occupantes sont le plus souvent issues d’une traite, dépasse le nombre de maisons closes légales.
Selon le Programme des Nations unies, le produit criminel brut mondial atteint 1200 milliards de dollars chaque année et représente 15 % du commerce mondial.
Les organisations criminelles règnent sur la traite des humains au profit du système proxénète qu’elles contrôlent, la mondialisation de la prostitution a forcément été impliquée par la mondialisation du proxénétisme,.
Chaque année, un à deux millions de femmes sont vendues comme des objets sexuels pour la prostitution. Elles viennent en majorité d’Amérique du Sud, d’Asie, des Caraïbes, et d’Europe de l’Est. Le Nigeria est devenu depuis les années 2000 une plaque tournante de ce trafic.
Selon l’Organisation internationale pour les migrations , en 2000, à peu près 50 000 femmes originaires de République Dominicaine travaillaient dans le commerce sexuel en Autriche, Curaçao, Allemagne, Grèce, Haïti, Italie, Pays-Bas, Panama, Porto-Rico, Espagne, Suisse, Venezuela et dans quelques pays des Caraïbes. En République Dominicaine, l’industrie du sexe à l’étranger est considérée comme une alternative pour les femmes pauvres qui ne sont pas à même de trouver du travail dans leur pays.
Une autre recherche de l’OIM indique que le nombre de femmes victimes de la traite depuis l’Europe Orientale vers l’Europe Occidentale a augmenté au cours des années 1990 .
La Coalition Asiatique contre la Traite des Femmes estime que pendant les dix dernières années, 200 000 femmes du Bangladesh ont été victimes de la traite vers le Pakistan, phénomène qui continue à un taux de 200-400 femmes par mois. En Thaïlande, de 20 000 à 30 000 femmes birmanes travaillent comme prostituées, grâce à des formes de traite basées sur la promesse de faux contrats de travail, la séquestration et la vente des filles des tribus des collines. En Australie, chaque année 300 femmes thaïlandaises victimes de la traite sont “ importées ” pour le marché de la prostitution.
L’OIM estime que la traite des femmes continuera à être un crime très important, si les gouvernements et les autorités policières ne font rien pour affronter le problème avec plus de détermination.

## Les méthodes de lutte des États et des organisations internationales
Le trafic de femmes étant un phénomène mondial, chaque gouvernement est concerné par la lutte contre le trafic humain et plus particulièrement celui des femmes. C’est un sujet connu des organismes internationaux tout comme des chefs d’États mais insuffisamment pris en charge. Au début, seulement des cellules policières contre le trafic de la drogue ou des armes sont mises en place mais pas pour le trafic de femmes. Malheureusement, ce trafic fait partie intégrante de l’ensemble du problème du trafic des humains dans le monde. Différents organismes internationaux souhaitent plus de promesses de bonne foi et des actions réelles pour venir condamner le trafic sexuel des femmes et secourir les victimes manipulées.
Plusieurs pistes sont évoquées notamment celle de la décriminalisation de la prostitution avec la lutte contre le proxénétisme. Même si le trafic des femmes ne concerne pas forcément la prostitution, il est nécessaire de ne pas pénaliser les victimes mais plutôt les clients et les proxénètes.
En Europe, plusieurs lois ont été adoptées au cours des quinze dernières années pour lutter contre ce fléau notamment une loi restrictive en 2011, une directive européenne du Parlement et du Conseil du 5 avril 2011, pour une meilleure protection des victimes et une poursuite active des auteurs d’infractions. Seulement six des 27 États membres l’ont ratifiée.
En Asie, comme en Chine ou au Vietnam, des actions policières ont lieu assez souvent depuis les années 2000 suite à de nombreuses découvertes clandestines sur le trafic des femmes et le tourisme sexuel.
Débats et triste réalité se mêlent au problème du trafic des femmes. Aucune solution ne semble actuellement la bonne, pourtant des actions doivent être entreprises pour éliminer le trafic sexuel des femmes et ce proxénétisme. A contrario, sans solution, une entreprise d’esclavage légal pourrait alors se mettre en place peu à peu avec le temps.
L'expression "trafic de femmes" regroupe différentes représentations et périmètres qui ne sont pas admis par toutes les organisations féministes. La question de la prostitution cristallise les termes du débat entre la Coalition Against Traffic in Women (CATW), pour qui la prostitution est un esclavage et la Global Alliance Against Traffic in Women, (GAATW), pour qui la prostitution est une activité rémunératrice,connue sous le terme 'travail du sexe'. 

### En France
Le Collectif « Ensemble contre la traite des êtres humains » est un réseau composé de 26 associations qui luttent contre toutes les formes de traite des êtres humains. Il a été créé par le Secours catholique pour venir en aide aux victimes en France, dans les pays d’origine et de transit de la traite, pour sauvegarder leurs droits fondamentaux en danger. Leur action est basée en France et à l’international avec la mise en place de journées annuelles pour sensibiliser contre le fléau de la traite des humains et de l’esclavage domestique ; de courriers destinés au Président de la République afin de sensibiliser les politiques ; de rencontres dans diverses villes de divers pays avec des dirigeants ou bien des sièges d’associations.
« Le sentiment de notre existence dépend pour une bonne part du regard que les autres portent sur nous : aussi peut-on qualifier de non humaine l’expérience de qui a vécu des jours où l’homme a été un objet aux yeux de l’homme ».
Le foyer AFJ est l’unique foyer en France dont la mission est de recueillir, protéger et accompagner les femmes victimes de la traite. Les principales valeurs défendues sont le respect et la solidarité mais aussi l’engagement fort contre toutes les formes de traite à l’échelle nationale et internationale. Cette association est principalement financée par la région Île-de-France et la mairie de Paris, accompagnée d’associations comme la fondation Notre-Dame ou la fondation Caritas France par exemple.

### En Europe
Le célèbre mouvement de solidarité créé par l’abbé Pierre, Emmaüs International et plus précisément Emmaüs Europe s’engage depuis 2005 contre la traite des personnes. Les organisations membres travaillent sur plusieurs fronts : la sensibilisation, la prévention et la réinsertion. Leur principale revendication en Europe est un renforcement des lois de protection des victimes de la traite, victimes de l’esclavage contemporain.
L’Office des Nations unies contre la drogue et le crime s’attache à défendre les droits des individus et à lutter pour que soient ordonnées des mesures contre la traite.

## La traite nigériane
La traite nigériane est un trafic de grande ampleur de femmes nigérianes, souvent mineures, visant à les prostituer de force. La traite est orchestrée par des Nigérians qui "importent" des filles en Europe (France notamment). Les esclavagistes font miroiter un avenir radieux aux jeunes filles de condition précaire et ils pratiquent sur elles une magie noire (le Juju) censée fidéliser et terrifier les futures prostituées. En cas de rupture du "contrat", le Juju se vengera. Au début des années 2000 on comptait déjà 40 000 femmes victimes de ce trafic, depuis le nombre n'a cessé d'augmenter.